# Kolonia Bobrowska Wola
Kolonia Bobrowska Wola est une localité polonaise de la gmina de Kluczewsko, située dans le powiat de Włoszczowa en voïvodie de Sainte-Croix.